# XXXVIII symfonia (KV 504)
XXXVIII Symfonia D-dur (KV 504) - symfonia skomponowana przez Wolfganga Amadeusa Mozarta w 1786. Zwana Praską. 
Powstała z myślą o wyjeździe kompozytora do Pragi w styczniu 1787. Jest ona znacznie trudniejsza do wykonania i bardziej zaawansowana konceptualnie niż jakakolwiek z poprzednich symfonii Mozarta.
Prapremiera odbyła się 19 stycznia 1787.

## CzęściSymfonii
1. Adagio—Allegro, 4/4
2. Andante, 6/8 (G-dur)
3. Finale: Presto, 2/4

## Instrumentacja
- 2 flety
- 2 oboje
- 2 fagoty
- 2 rogi
- kwintet smyczkowy
- kotły
- trąbki